# José María García-Belenguer
José María García-Belenguer y García (n. 1892 en Zaragoza-f. 12 de octubre de 1975) fue un juez y político español.

## Reseña biográfica
Licenciado en Derecho por la Facultad de Derecho de la Universidad de Zaragoza. Abogado. Juez de Primera Instancia excedente.
Presidente del Consejo de Administración de la Caja de Ahorros y Monte de Piedad de Zaragoza, Aragón y Rioja hasta su fallecimiento en 1975.
Presidente de la Unión Territorial de Cooperativas del Campo.
Presidente de la M.I.A. y Real Hermandad de la Preciosísima Sangre de Nuestro Señor Jesucristo y Madre de Dios de Misericordia, desde 1931 hasta su fallecimiento en 1975.
Presidente de la Asociación Benéfica de La Caridad.
Gobernador interino de la Provincia de Zaragoza.
Del 20 de julio de 1946 al 07 de febrero de 1949 fue Presidente de la Diputación Provincial de Zaragoza.
Fue Alcalde de Zaragoza de 1949 a 1954.
Falleció el 12 de octubre de 1975, día de la Fiesta Nacional y de la Virgen del Pilar.

## Condecoraciones
- Gran Cruz al Mérito Civil.
- Medalla de Oro del Mérito al Ahorro.

| Predecesor: Fernando Solano Costa      | Presidente de la Diputación Provincial de Zaragoza 20 de julio de 1946 - 07 de febrero de 1949 | Sucesor: Fernando Solano Costa |
| Predecesor: José María Sánchez Ventura | Alcalde de Zaragoza 1949 - 1954                                                                | Sucesor: Luis Gómez Laguna     |